# Parc d'État de Kent Falls
Le parc d'État de Kent Falls est un parc naturel situé au nord de la ville de Kent dans le Connecticut (États-Unis), dans la région des monts Berkshire.
Le parc est à une altitude moyenne de 242 m. La plus haute cascade a une hauteur de 21 m.

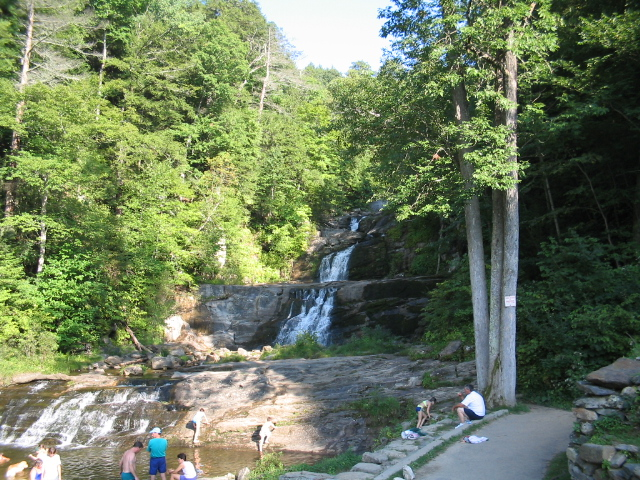
Cascade de Kent Falls